# Акихико Хошиде
Акихико Хошиде (на японски: 星出 彰彦) e японски инженер, седми японец в космоса.

## Биография
Родене на 28 декември 1968 г. в район Сетагая, Токио, Япония г. След средното си образование Акихико Хошиде учи машинно инженерство в Университета „Кейо“ (степен бакалавър през 1992 г.), а след това — теория на въздушните и космически полети в университета в Хюстън (степен магистър през 1997 г.). Започва в JAXA като кандидат за космонавт. През 1992 г. Хошиде започва работа в NASDA (National Space Development Agency of Japan, Националната агенция за космическо развитие на Япония); и в продължение на две години участва в разработката на ракетата-носител H-IIA в бюрото на агенцията в Нагоя. От 1994 до 1999 работи като инженер по програмите за обучение в Бюрото на космонавтите.
През февруари 1999 г. Хошиде е избран за един от тримата японски космонавти, които да участват в проекти на Международната космическа станция. След това през април същата година започва обучение, което приключи през януари 2001 г. От април 2001 Хошиде отново взема участие в усъвършенстването на космическата лаборатория Кибо и ракетата-носител H-IIA.
През май 2004 г. Хошиде завършва подготовката си като инженер-пилот на космическия кораб Союз в ЦПК „Юрий Гагарин“ в Звездното градче. През май 2004 г. той започва да се готви в Космическия център „Линдън Джонсън“ за полети на кораби от програмата Спейс Шатъл и работа на МКС, която завършил през февруари 2006.
На 31 май 2008 г. Акихико Хошиде започва първия си полет в космоса със совалката Дискавъри, мисия STS-124. Основната задача на тази експедиция е установи и започне работа японската изследователска лаборатория Кибо. При този полет Хошиде е представител на Японската космическа агенция. STS-124 е вторият от три полета, задачите на които били монтаж и привеждане в действие на Кибо. Продължителността на полета е 13 денонощия, 18 часа и 13 минути.
На 18 ноември 2009 г. става известно, че Хошиде ще бъде член на екипажа на експедиции МКС-32 и МКС-33. Както е планирано, през лятото на 2012 г., в състава на екипаж той ще излети с космическия кораб Союз към МКС и в продължение на 6 месеца ще бъде на нея като бординженер.